# Commission canadienne du blé
Pour les articles homonymes, voir CCB.

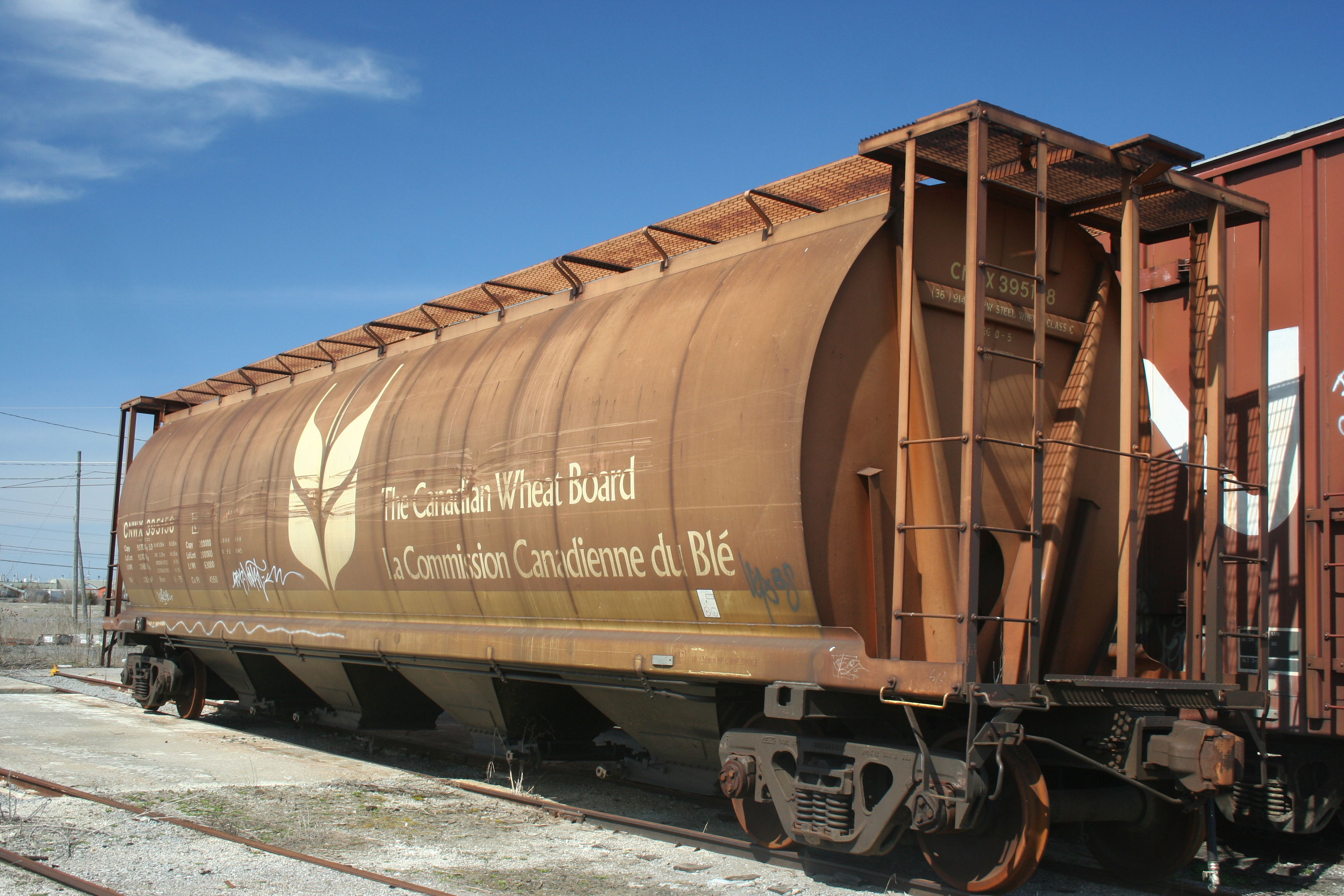
Wagon-couvert de la Commission.

La Commission canadienne du blé (CCB), établie par le Parlement fédéral en 1935, servait de système de commercialisation pour les producteurs de blé, de blé dur et d'orge de l'ouest canadien, par une mise en commun intégrale des recettes des campagnes de commercialisation. Après plus de 70 ans d'exercice, son monopole - en fait, un monopsone puisqu'il s'agissait d'un « monopole inversé », un acheteur faisant face à plusieurs vendeurs -  a pris fin le 1er août 2012, à la suite de l'adoption, le 16 décembre 2011, du très controversé projet de loi C-18, proposé par le gouvernement Harper.
Conformément à cette loi, la commission a perdu son monopole et est devenue pendant quelques années une petite compagnie de trading. En juillet 2015, elle a été rachetée par compagnie G3 Global Grain Group (une coentreprise entre Bunge et des investisseurs saoudiens), son nom est désormais G3 Canada.

## Premier vendeur mondial de céréales
Jusqu'en 2012, la CCB contrôlait 20 % des échanges de blé et d'orge sur le marché international selon son site officiel, faisant d'elle « le plus important organisme de vente de blé et d'orge dans le monde. » Le Monde affirmait qu'elle était « premier vendeur mondial de céréales (10 % du marché), avec un chiffre d'affaires de 5,2 milliards de dollars canadiens en 2010 », année durant laquelle « la CCB a exporté 18,7 millions de tonnes vers 70 pays. »

## Objectifs
Basée à Winnipeg (Manitoba), le but de la Commission du blé était d'égaliser les conditions de concurrence pour tous les producteurs issus des « Prairies », à savoir les provinces d'Alberta, de Saskatchewan, de Manitoba et une partie de la Colombie-Britannique. Les fermiers livraient leur grain selon des horaires réglementés. La Commission agissait en tant qu'agent de commercialisation pour ces 75 000 céréaliculteurs , qui recevaient un paiement intérimaire et un paiement final qui dépendait des prix et des ventes totaux.

## Conseil d'administration
Le conseil d'administration était composé de 15 membres. Dix d'entre eux étaient élus par les céréaliers, quatre nommés par le gouverneur-en-conseil (Governor in Council (en)) sur recommandation du Ministre responsable de la Commission du blé, ainsi que le président, nommé de la même façon mais avec des conditions restrictives en sus (la Commission doit être consultée). Allen Oberg en était le président en 2011.

## Histoire
L'origine de la Commission, créée en 1935, était à chercher dans les expériences d'économie dirigée menée lors de la Première Guerre mondiale, avec la création du Board of Grain Commissioners en 1912, remplacée en 1917 par le Board of Grain Supervisors, qui fixait des prix uniformes dans le pays et possédait un monopole sur l'achat de blé. Le commerce était à cette époque dominée par la Canadian Pacific Railway et les grandes firmes du Winnipeg Grain Exchange, qui pouvaient négocier les prix en position de force avec les agriculteurs, les contraignant à accepter leur baisse importante. Ce qui se passa dès la dissolution de la Commission des superviseurs, en 1920, le prix passant de 2,85 dollars le boisseau en 1920 à moins d'un dollar à la fin 1923.
Des coopératives d'achats (ou wheat pools) furent alors mise en place, sur le modèle de l'United Grain Growers créée en 1906 (devenue Agricore United (en) puis Viterra, objet des convoitises, en 2012, du négociant en matières premières Glencore). Soutenues par des subventions publiques, ces coopératives ne parvinrent cependant pas à enrayer la chute des prix d'achat des céréales, et finirent par faire faillite à la suite de la crise de 1929.
Le gouvernement fédéral décida alors de ressusciter les Commissions d'achat mises en place pendant la Première guerre mondiale, les pouvoirs de la nouvelle Commission du blé, créée en 1935, étant étendus durant la Seconde Guerre mondiale. Un contrôle des prix était instauré par celle-ci, s'étendant à de nombreuses grandes cultures, dont le maïs, le tournesol, etc. En 1943, l'application de la Loi sur les mesures de guerre rend obligatoire l'appartenance des céréaliers à la Commission, afin de participer à l'effort de guerre.
Présidée de 1958 à 1970 par William Craig McNamara (en), ce n'est qu'en 1965 que la Commission fut pérennisée, les lois précédentes ne lui accordant qu'une existence temporaire renouvelable. Durant la crise des grains de 1969 à 1972, le contrôle sur le commerce entre provinces des grains à destination de l'alimentation animale fut supprimé.
Ce monopsone fut contesté à de nombreuses reprises par les cultivateurs américains, en particulier après l'accord de l'ALENA établissant une zone de libre-échange entre les États-Unis et le Canada. L'affaire fut portée devant l'OMC, qui considéra la Commission comme un organisme producteur et chargé de commercialisation et non comme une manière déguisée de subventionner l'agriculture canadienne.
La Commission a joué un rôle majeur, en 2004, en organisant le rejet par les agriculteurs canadiens du blé génétiquement modifié produit par Monsanto.